# Peter Pellegrini
Peter Pellegrini (Banská Bystrica, 6 de outubro de 1975) é um político eslovaco, atual presidente do país desde junho de 2024.
Foi primeiro-ministro, de 22 de março de 2018 a 20 de março de 2020, sendo sucedido por Igor Matovič. Ele também já atuou em muitos cargos governamentais na Eslováquia, mais recentemente como vice-primeiro-ministro de Investimentos e Informatização.
Entre 2006 e 2012, ele foi membro do Conselho Nacional Eslovaco. Tornou-se então secretário de Estado das Finanças, ocupou este cargo até a sua nomeação como ministro da Educação, Ciência, Investigação e Desporto em 3 de julho de 2014. Foi presidente do Conselho Nacional entre 25 de novembro de 2014 e 23 de março de 2016. Após o seu período como orador, ele se tornou vice-primeiro-ministro de Investimentos.